# 通关文牒

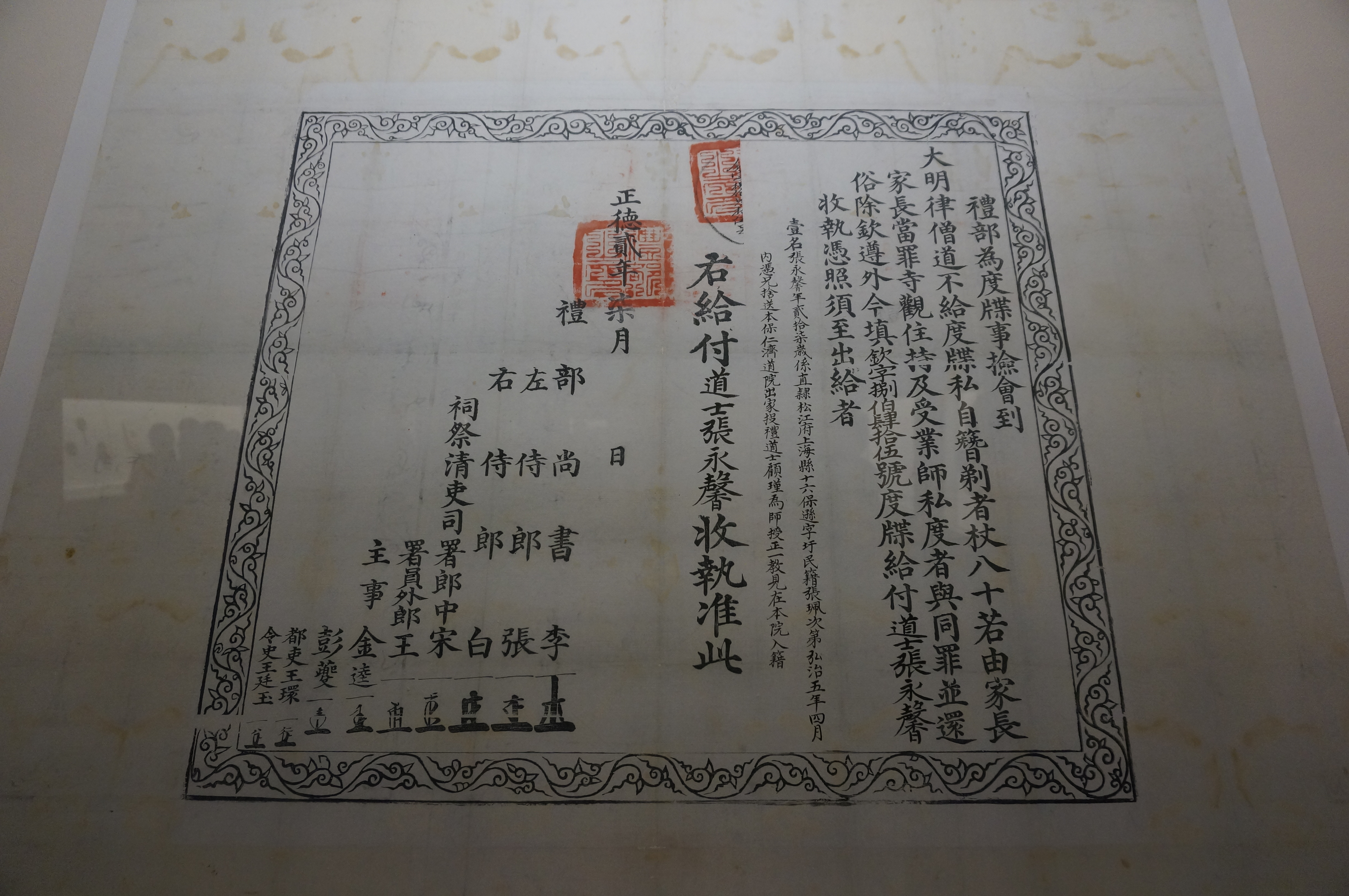
明代纸道教度牒，1962年上海市闵行区马桥镇吴会明墓出土，上海博物馆藏。

通关文牒為中国古代护照，曾被称为符、节、传、过所、公验、度牒、路证等，从清末开始称为护照。

## 历史
古代历史多不可考，但仍有散落的记录。
如苏武出使匈奴不敢忘节（使者凭证，同时是汉朝国籍的证明），玄奘取经所用的度牒等等。